# Kischi
Kischi (russisch Кижи, von karelisch kischat für „Spiele“) ist eine Insel im Onegasee in Russland. Ihr Ensemble von Kirchen in Holzbauweise, Freiluftmuseum Kischi genannt, gehört seit 1990 zum UNESCO-Weltkulturerbe. Es umfasst derzeit etwa 80 Gebäude der karelischen Holzbaukunst.

## Geschichte

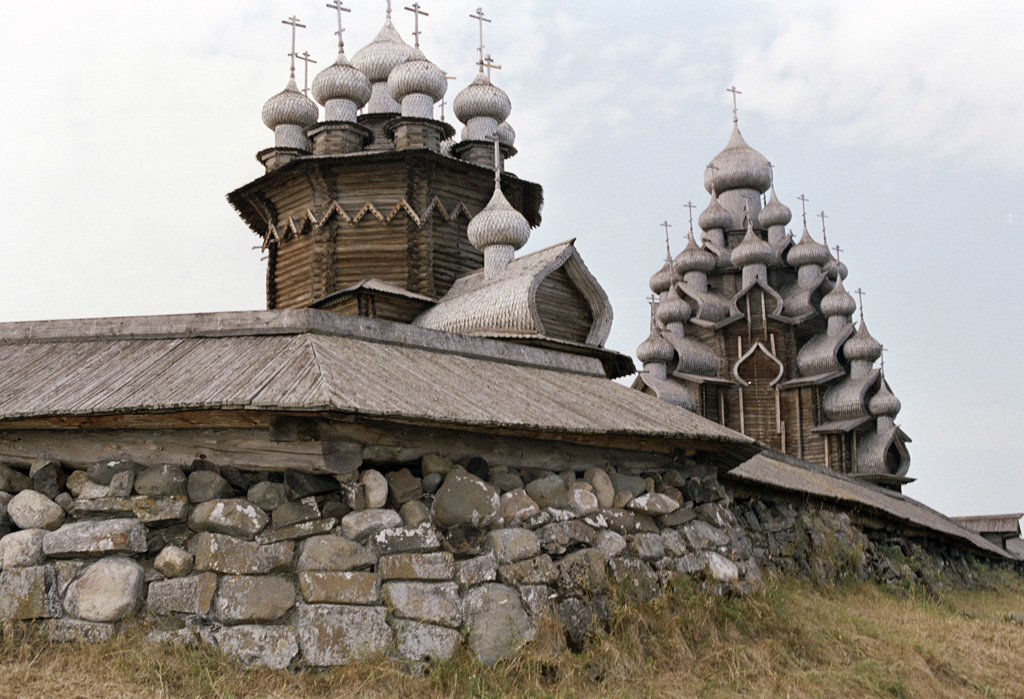
Kirchensemble

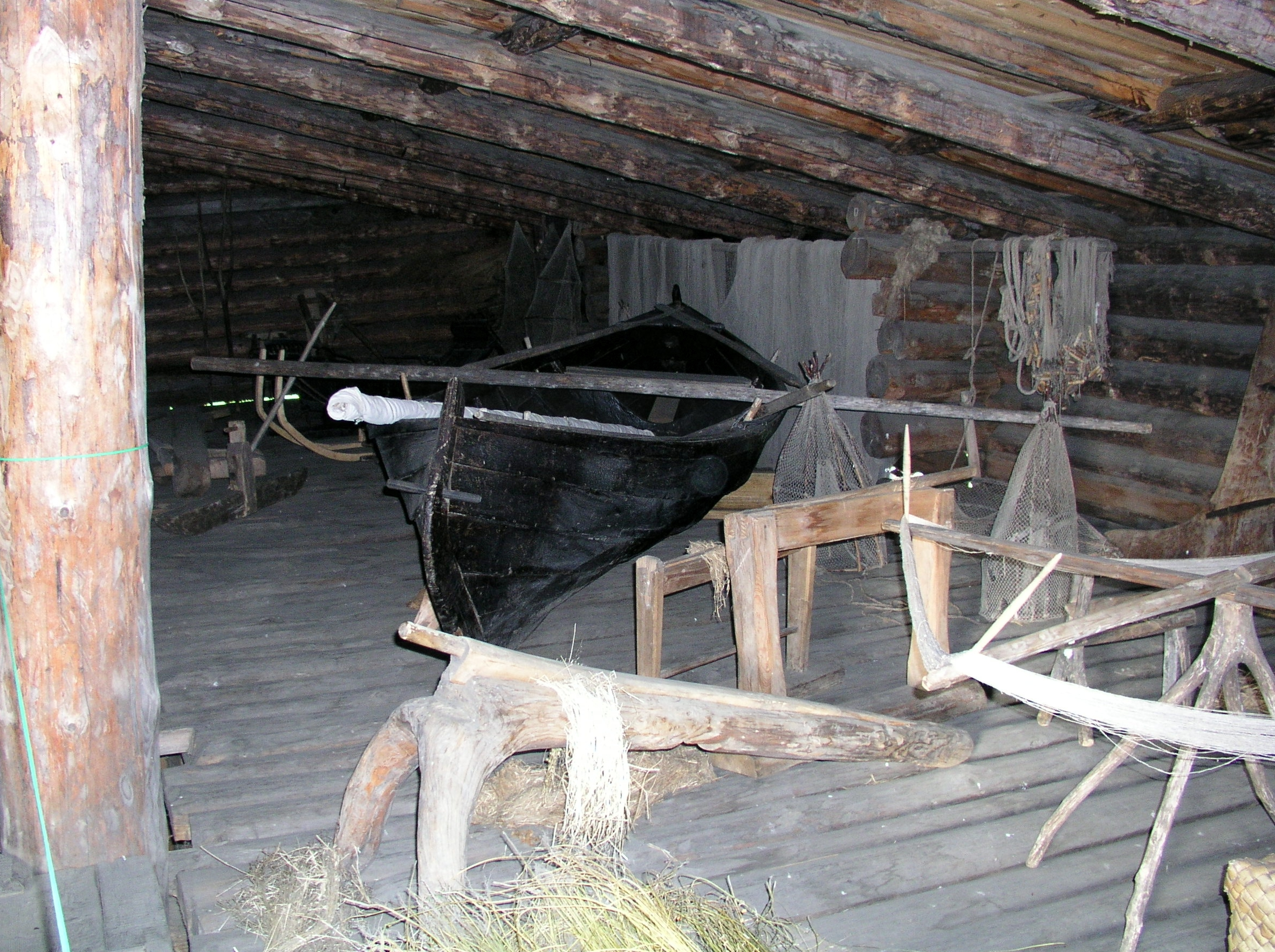
Eine „Kischanka“

Der Name der Insel deutet darauf hin, dass sich an der Stelle früher ein heidnischer Ritualplatz des Volkes der Karelen befand. Die Insel ist ca. 7 km lang und 0,5 km breit. Sie ist von einer Vielzahl (ca. 5000) zumeist kleinerer Inseln umgeben, die zur Landschaft „Saoneshe“ (um den Onegasee herum) gehören. Eine Besiedlung der leicht hügeligen Insel lässt sich vom 11. Jahrhundert an nachweisen. Auch im 21. Jahrhundert wohnen rund 100 Personen auf der Insel, die sich auf zwei Dörfer verteilen. Ihr Haupterwerbszweig ist der Tourismus, früher war es der Fischfang, wie ein ausgestelltes spezielles flaches Segelboot, die „Kishanka“, bezeugt.
Heute kommen jährlich etwa 170.000 Gäste aus aller Welt nach Kischi.
Im 17. Jahrhundert wurde ein Ensemble von Kirchen erbaut, welches auch die Verklärungskirche und die Kirche Maria Schutz und Fürbitte umfasst. Im 18. Jahrhundert vernichtete ein Brand die meisten Bauten und diese wurden mithilfe aller Familien wieder neu und schöner errichtet. 

## Einige Bauten
Die Verklärungskirche (Церковь Преображения Господня), fertiggestellt 1714, besteht aus einer auffälligen Sommerkirche mit 22 kleinen, pyramidenartig ansteigenden Kuppeln, die alle mit Schindeln aus Erlen- oder Pappelholz gedeckt sind. Bis auf eiserne Nägel zur Befestigung der Dachschindeln sind alle übrigen Kirchenteile ohne Nägel zusammengefügt. – Die Verklärungskirche wird derzeit rekonstruiert und soll erst zum 300. Jubiläum im Jahre 2014 wieder eröffnet werden. 
Weil auch im Winter Gottesdienste abgehalten werden sollen, bauten die Bewohner 1764 eine sogenannte Winterkirche (Покровская церковь) daneben, d. h. diese ist beheizbar. In ihren Räumen befinden sich eine vierreihige Ikonostase aus 102 einzelnen Ikonen und einige Ikonen auch aus früheren Kirchenbauten, die mit ihren ornamentierten Rahmen als besonderes Zeugnis der typischen nordischen Ikonenmalerei des 18. Jahrhunderts gelten. Die Winterkirche trägt ein hölzernes Flachdach mit 8 kleinen hölzernen Kuppeln rund um eine mittlere, ihr Baukörper ist niedriger als die Sommerkirche.
Die Kirchen wurden ohne eigenes Fundament direkt auf die natürlich vorhandenen Steine gebaut. 
Zu beiden Kirchen gehört ein hölzerner Glockenturm (Шатровая колокольня), der zwischen 1863 und 1872 errichtet wurde. Er besteht aus drei verschiedenen Wänden, der untere Teil hat einen rechteckigen Grundriss, darauf befindet sich ein mehreckiger Abschnitt, der obere Turmbereich ist rund mit einem kegelförmigen Dach. Als Hauptmaterial wurde Kiefernholz verwendet. Der Glockenturm wird ebenfalls bis 2014 erneuert. 
Die Kirche ist seit 1994 wieder aktiv.
Es wurden eine weitere Kirche („Auferweckung des Lazarus“ / Церковь воскрешения Лазаря) sowie verschiedene Kapellen und Bauernhäuser mit Nebengebäuden aus Dörfern der Umgebung nach Kischi umgesetzt. Eine Bockwindmühle aus dem Jahre 1928 von ehemals 12 Mühlen auf der Insel ist erhalten. 
Die Gebäude sind für Touristen geöffnet und werden von Fremdenführern erläutert.

## Natur und Klima
Wegen der hohen Grundwasserstände ist der Boden der Insel stets feucht, so dass häufig Frühnebel entstehen. Die Vegetation beschränkt sich auf Gras, Sträucher und nur wenige größere Bäume. Die durchschnittlichen Jahrestemperaturen liegen zwischen −13 und +20 Grad Celsius.
Es gibt keine befestigten Straßen, für die Besucher wurden hölzerne Stege errichtet.

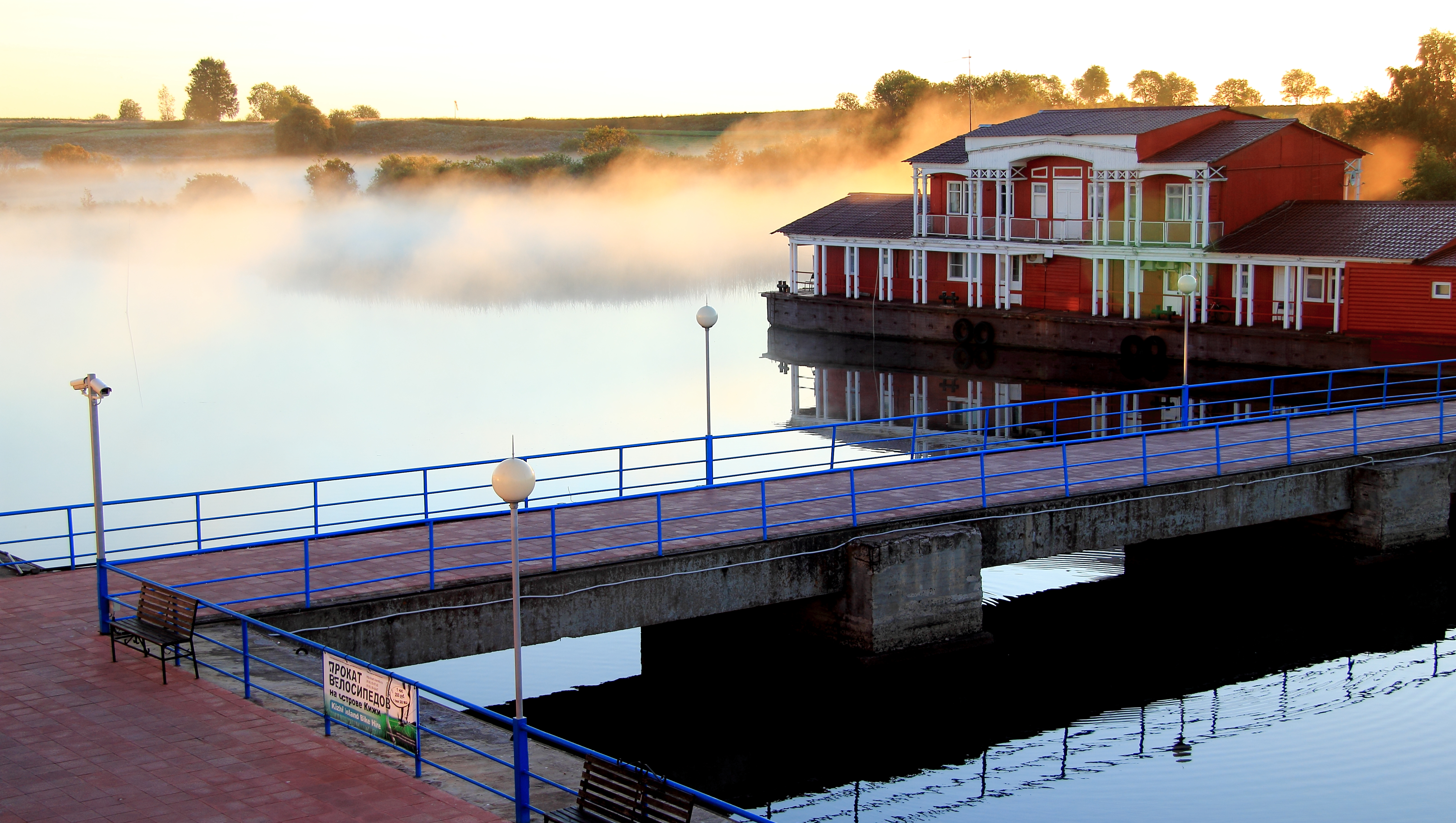
Anlegestelle
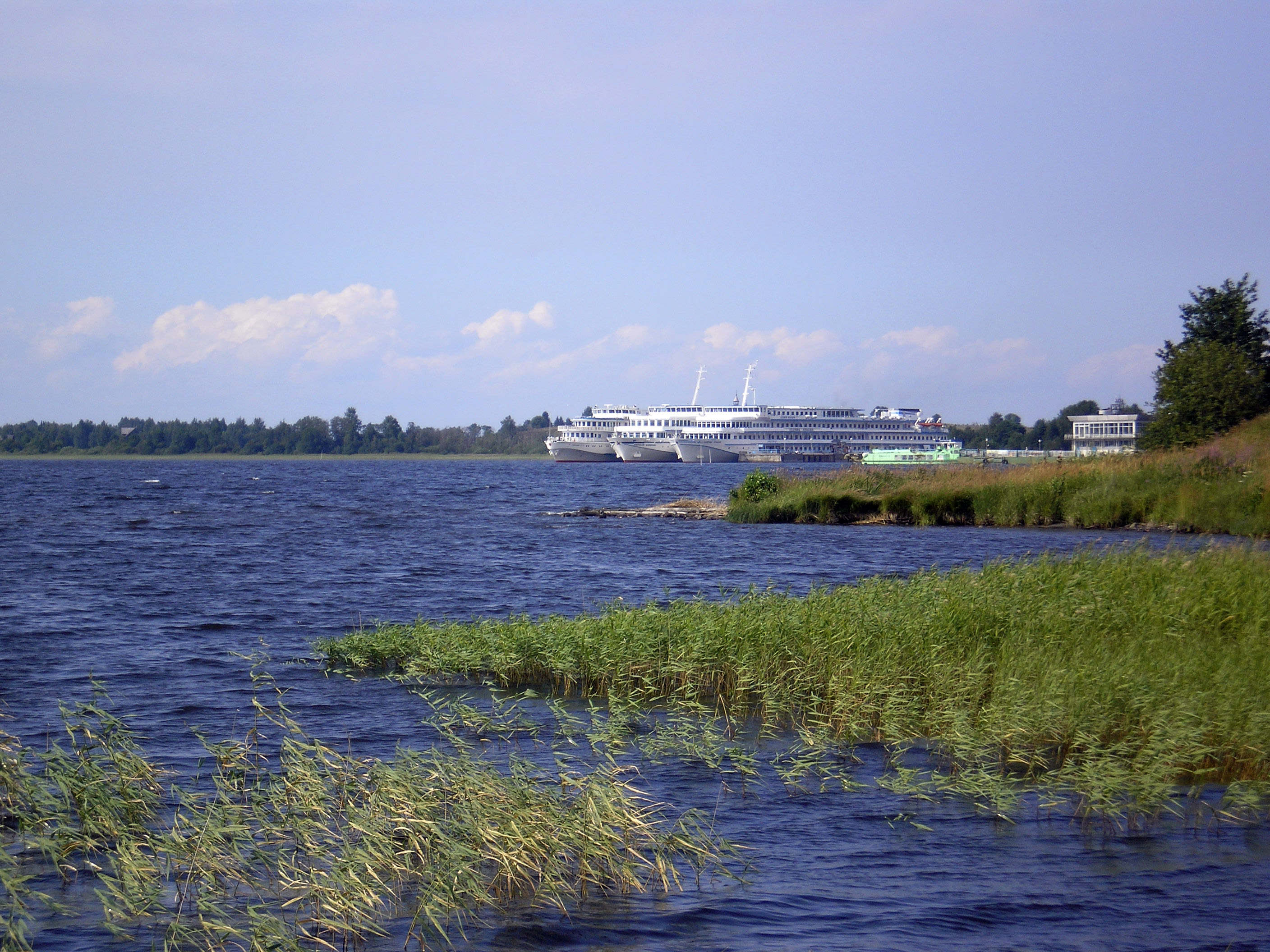
Kreuzfahrtschiffe
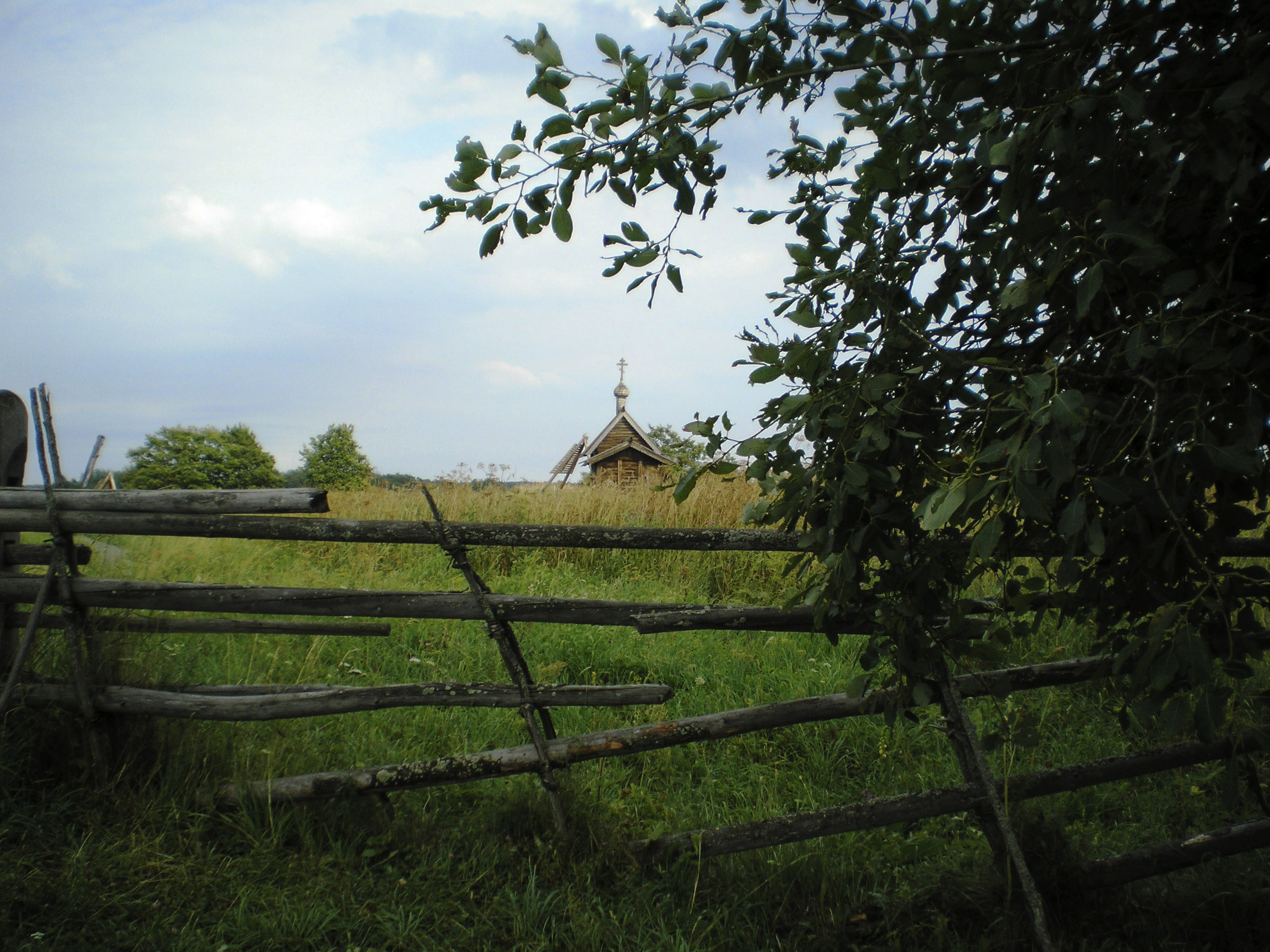
Freilichtmuseum
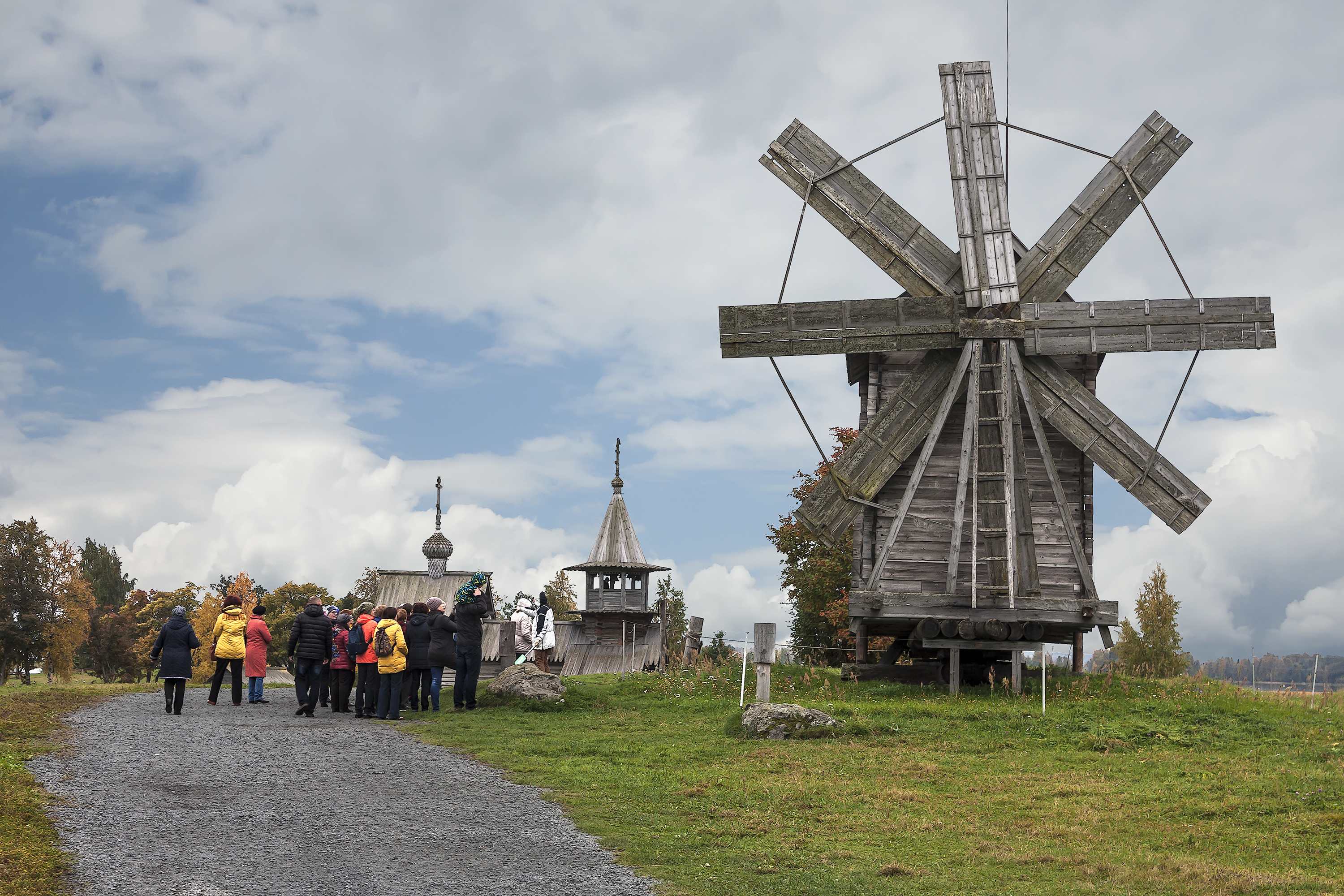
Freilichtmuseum
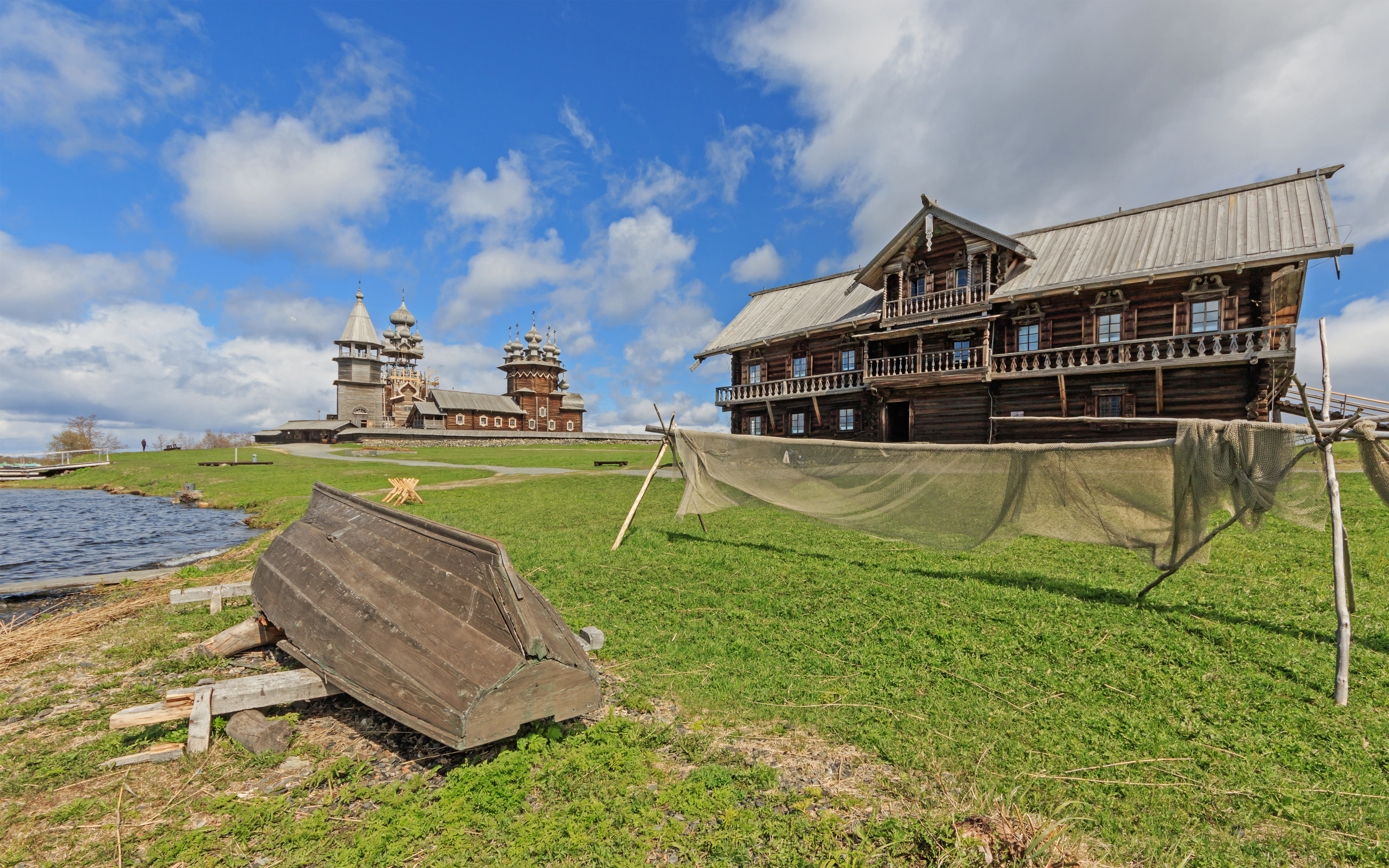
Freilichtmuseum
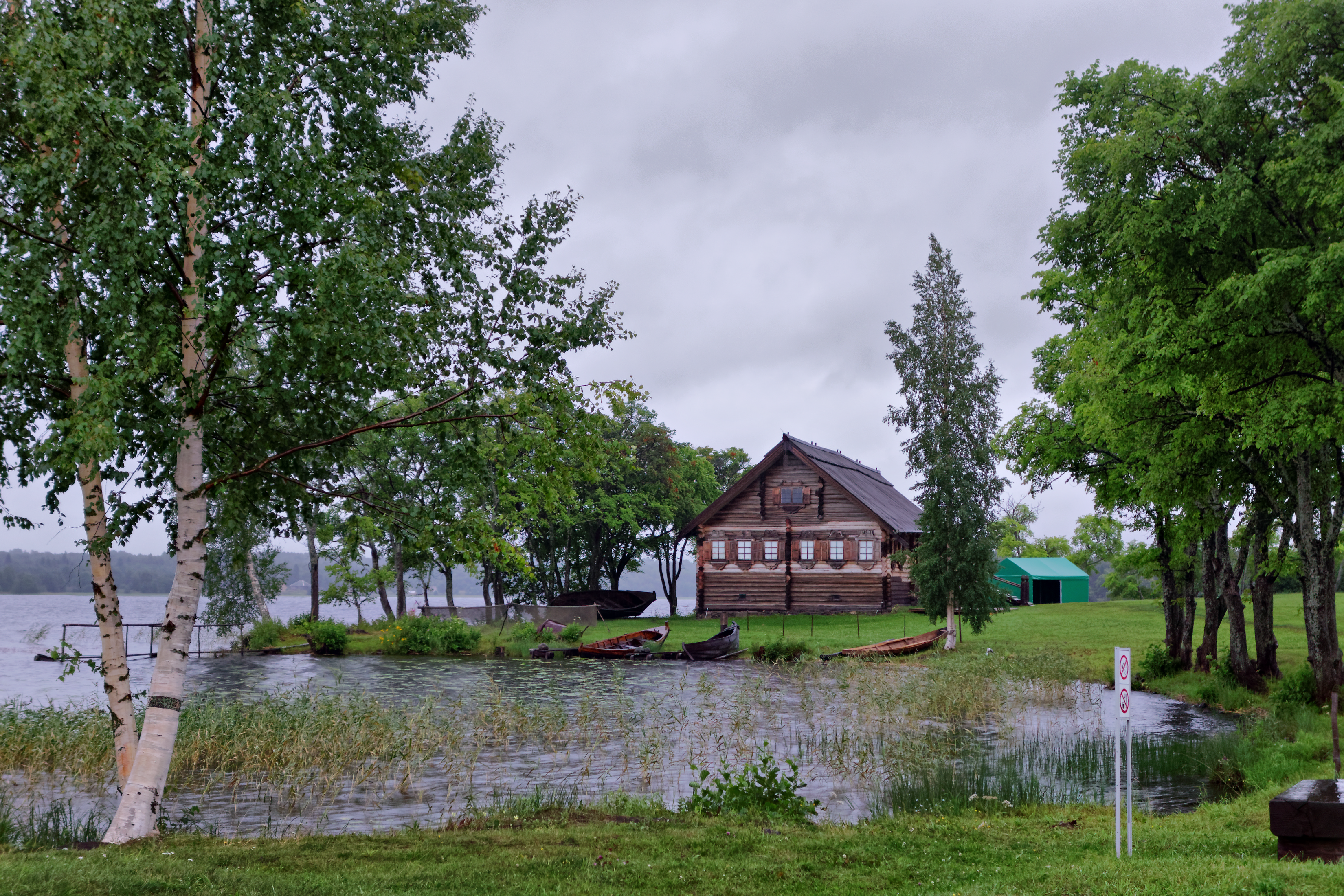
Holzhaus aus dem 19. Jahrhundert
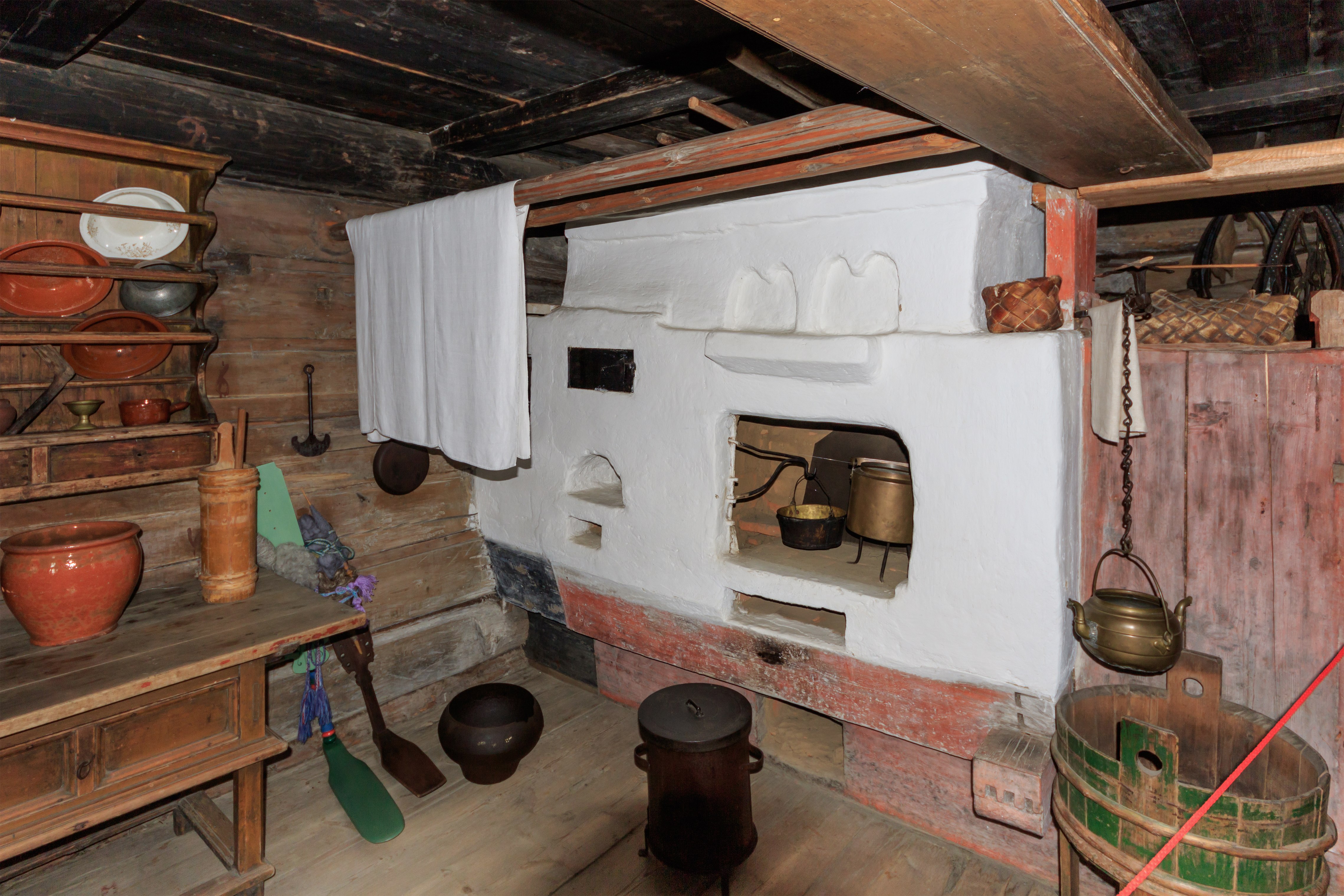
Russisches Haus, 19. Jahrhundert
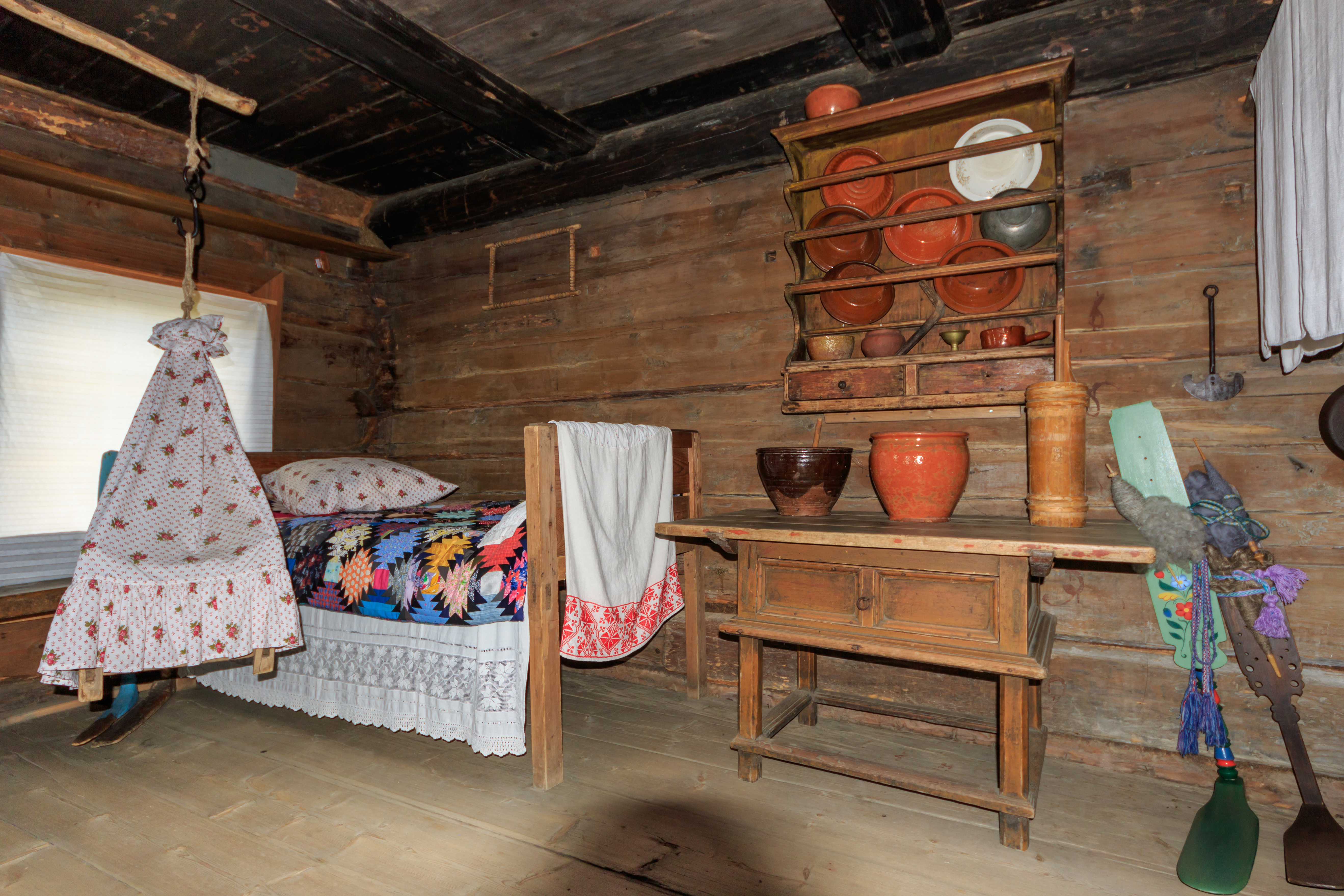
Russisches Haus, 19. Jahrhundert